# Mandisa
Mandisa Lynn Hundley (Citrus Heights, 2 de octubre de 1976-Nashville, 18 de abril de 2024), conocida simplemente como Mandisa, fue una cantante y compositora de música cristiana estadounidense. Tenía influencias de estilos contemporáneos como el pop, R&B, R&B contemporáneo, hip hop y electropop.
Se dio a conocer por su participación en la quinta temporada de American Idol, en la que terminó en noveno lugar, y se convirtió en la quinta egresada de American Idol en ganar un Premio Grammy, cuando su álbum Overcomer ganó en la categoría de Mejor Álbum Cristiano Contemporáneo' en el 2014.

## Biografía

### Vida personal
Mandisa Hundley nació y se crio en Citrus Heights, California. Después de graduarse de El Camino Fundamental High School, asistió al American River College en Sacramento, donde estudió Jazz Vocal. Luego estudió en la Universidad Fisk en Tennessee y se graduó con una licenciatura en música con especialidad en interpretación vocal.
Mandisa residió en un suburbio de Nashville la comunidad de Antioch, Tennessee. Desde su aparición en American Idol en 2006, Mandisa ha hecho esfuerzos por la salud hacia la pérdida de peso. El título de su segundo álbum, Freedom (Libertad), fue inspirado por su experiencia de superar una adicción a la comida. En marzo de 2009, había al parecer perdido 75 libras y esperaba perder un total de 100 o más. En febrero de 2011, alcanzó su objetivo al perder 100 libras.

## American Idol
Mandisa audicionó para el espectáculo de competencia de talentos estadounidense American Idol en Chicago. Ella se refería a sí misma como "solo Mandisa", así que fue nombrada simplemente como Mandisa en el show.

## Estilo e Influencias
En 2011, Mandisa ha citado en una entrevista a Whitney Houston y a Mariah Carey como sus mayores influencias e inspiraciones en la música. También ha nombrado a Def Leppard y a Guns N' Roses como sus influencias en el rock.

## True Beauty,FreedomyWhat If We Were Real
Su primer álbum True Beauty debutó en el #43 de la lista de Billboard 200, un puesto inusualmente alto para ser un álbum cristiano. También tuvo una nominación en los Premios Grammy para Mejor Álbum Gospel del Año.
En algunas canciones de sus álbumes, Mandisa realiza colaboraciones con otros cantantes de música cristiana, tales como Brandon Heath y Michael W. Smith, TobyMac, y Matthew West.

## Overcomer
El cuarto álbum de estudio de Mandisa, Overcomer (en español: 'Vencedor(a)' ) fue lanzado el 27 de agosto de 2013 y debutó en el número 29 en la lista de Billboard 200, su récord más alto en esa lista hasta la fecha. En su tercera semana, el sencillo homónimo alcanzó la lista Billboard de las 20 canciones cristianas más populares, y en octubre de 2013 alcanzó el primer puesto en la lista Billboard de Bubbling Under Hot 100 Singles.

## Discografía

### Álbumes de estudio
- True Beauty (2007)
- Christmas Joy (2007)
- It's Christmas (2008)
- Freedom (2009)
- What If We Were Real? (2011)
- Overcomer (2013)
- Get Up : The Remixes (2014)
- Out Of The Dark (2017)
- Overcomer - The Greatest Hits (2020)
- Overcomer: The Remixes (2022)